# Revista Pediatría de Atención Primaria
Revista Pediatría de Atención Primaria es una publicación científica dirigida a los médicos pediatras que atienden a la población infantil en el ámbito de la atención primaria. 
Se editan números ordinarios trimestrales y número extraordinarios sin periodicidad fija.
Es órgano de expresión y publicación oficial de la Asociación Española de Pediatría de Atención Primaria, sociedad científica integrada en la Asociación Española de Pediatría.

## Historia
Fundada en 1999. El grupo impulsor inicial estaba compuesto por: Francisca Hernández Plaza, Daniel Sánchez Martínez, Manuel Oñorbe de Torre, M.ª Luisa Arroba Basanta, Concepción Bonet de Luna, Eva Escribano Ceruelo, Teresa Esparraguera Calvo, M.ª Jesús Esparza Olcina, Benjamín Herranz Jordán, Josefa Manuel Enguidanos, Francisca Menchero Pinos, José Luis Montón Álvarez e Irene Sánchez-Llamosas Díaz. 
Posteriormente han participado en el comité editorial (por orden alfabético del primer apellido): Josep Balaguer Martínez, José Cristóbal Buñuel Álvarez, Iván Carabaño Aguado, Ángel José Carbajo Ferreiro, Marta Carrera Polanco, Javier Díez Domingo, Mar Duelo Marcos, Ángel Hernández Merino, Nieves Lobato Gómez, María Martín Cazaña, Rosa Merino de Ozalla, Jorge Olivares Ortiz, Mireya Orio Hernández, Pilar Ortiz Ros, Enrique Rodríguez-Salinas Pérez, Irene M.ª Saiz Rodríguez y Fernando Sánchez Perales. 
En el año 2012 se han llevado a cabo varios cambios relevantes, incorporando la versión en el idioma inglés de la totalidad de los artículos originales.

### Dirección del equipo editorial
Han sido directores del equipo editorial:
- E. Escribano Ceruelo, F. Menchero Pinos y J. L. Montón Álvarez (1999-2000)
- J. L. Montón Álvarez (2000-2001)
- E. Escribano Ceruelo (2001-2002)
- A. Hernández Merino (2002-2023)
- J. Balaguer Martínez (2023-)

## Reconocimientos de principios
- ICMJE. International Committee of Medical Journal Editors.[1]
- DOAJ. Directory of Open Access Journal.[2]
- The Washington DC Principles for Free Access to Science.[3]
- Código de Responsabilidad Ética de la AEPap.

## Portales bibliográficos
La Revista Pediatría de Atención Primaria se encuentra referenciada en los siguientes portales y bases de datos bibliográficas (por orden alfabético):
- Dialnet, desde 1999.
- Dulcinea, Derechos de copyright y las condiciones de auto-archivo de revistas científicas españolas.
- Programa OMS de Acceso a la Investigación en Salud para los países de renta baja.
- Índice Bibliográfico Español de Ciencias de la Salud, desde 2005.
- Índice Médico Español.
- Latindex. Sistema Regional de Información en Línea para Revistas Científicas de América Latina, el Caribe, España y Portugal, desde 2001.
- Medicina en español, desde 2001.
- Red de Bibliotecas Universitarias. Catálogo colectivo de Rebiun, desde 1999.
- Catálogo de Revistas en Ciencias de la Salud.
- SciELO Scientific electronic library online, desde 2006.
- Scopus, desde 2010.

## Bibliometría: impacto
1. En el año 2013 el indicador del SRJ (SCImago Journal & Country Rank) era del 0,155,[4] ocupando la posición número 179 de las 465 revistas científicas españolas indexadas (la 4.ª de 8 revistas pediátricas españolas).[5]
2. Índice H de las revistas científicas según Google Scholar Metrics:[6]
  1. Periodo 2009-2013: puesto 34 de 76 (segunda de las revistas pediátricas); H-index: 10; mediana-H: 12.
  2. Periodo 2007-2011: puesto 35 de 88 (segunda de las revistas pediátricas); H-index: 9; mediana-H: 12.